# Lakotas
Pour les articles homonymes, voir Lakota.
 (octobre 2009).
Si vous disposez d'ouvrages ou d'articles de référence ou si vous connaissez des sites web de qualité traitant du thème abordé ici, merci de compléter l'article en donnant les références utiles à sa vérifiabilité et en les liant à la section « Notes et références ».
Les Lakotas (Lakhota ou encore Lak'ota) sont une tribu autochtone américaine du groupe ethnique sioux. Ils forment eux-mêmes un groupe de sept tribus.
Les Lakotas vivent dans le Dakota du Nord et le Dakota du Sud (États-Unis) et aussi au Canada. Les sept branches lakotas sont : Brûlés, Oglalas, Sans-Arcs, Hunkpapas, Miniconjous, Sihasapas (Pieds-Noirs/Blackfeet, à ne pas confondre avec l'homonyme du peuple algonquien des Pieds-Noirs/Blackfoot) et Two Kettles.
En décembre 2007, une délégation conduite par Russell Means et disant représenter les Lakotas a déclaré rompre les traités qui les lient aux États-Unis, proclamant ainsi leur indépendance (voir République Lakota), et annonçant qu'ils allaient produire leurs propres passeports et permis de conduire. Près de la moitié du territoire de l'État sécessionniste se situe dans le Dakota du Sud.

## Étymologie
Le mot lakhóta signifie à l'origine « sentiment d'affection », « amitié », « unité », « allié », « amical ». Le mot sioux signifie « petit serpent » ou « ennemi », les Lakotas ne s'appelaient donc pas eux-mêmes par ce terme péjoratif.
Selon James Riley Walker, qui passa dix-huit ans de 1886 à 1924 parmi les Lakota-Oglala dans la réserve de Pine Ridge (Dakota du Sud), dans son livre Lakota Society, édité par l'université du Nebraska, Dakota provient de « da » (« considéré comme »), « Ya » en lakota, et « Koda » (« ami »), « Kola » en Lakota.
Les Dakota parlent trois langues semblables présentant peu de différences. La seule différence consiste dans la prononciation : le D de Dakota (en Santee) le N de Nakota (en yankton) et le L de Lakota en Teton. Ces trois peuples n'en font qu'un.
Le nom de « Sioux » viendrait d'un mot français tiré de l'algonquien « Nadowessi » (« ennemi haï » ; hated foe). Le même mot en ojibwé signifie « serpent à sonnette » ou « vipère » (an adder).
Le pluriel est « Nadowessiwak » ou « Nadawessyak », que les trappeurs français raccourcirent en « Sioux ».

## Histoire

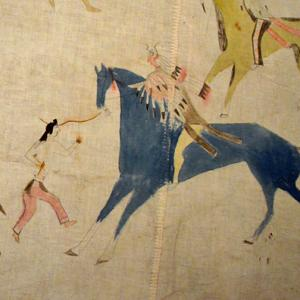
Détail d'un tipi lakota du XIXe siècle ou XXe siècle.

Les Lakotas avaient adopté le cheval au début du XVIIIe siècle[réf. nécessaire]. Leur société était centrée autour du bison.
À la fin du XIXe siècle, les Oglalas, le plus grand groupe de Lakotas, étaient conduits par Red Cloud et Crazy Horse. Les Brûlés étaient conduits par Spotted Tail. Mais le plus célèbre des chefs lakotas était Sitting Bull qui était aussi le chef spirituel des Lakotas, des Cheyennes et des Arapahos[réf. nécessaire] qui battirent le septième de cavalerie du général Custer en juin 1876 à la bataille de Little Bighorn.
En 1868, le traité de Fort Laramie avait promis aux Lakotas une grande réserve mais cette promesse ne fut pas tenue longtemps. La découverte de l'or dans les Black Hills conduisit à la guerre des Black Hills et à la bataille de Little Bighorn en 1876. Sitting Bull déclara alors qu'il défendrait les Paha Sapa (les Black Hills) : « Nous ne voulons pas d'hommes blancs ici. Les Black Hills nous appartiennent. Si l'homme blanc veut les prendre, je me battrai. »
Il ne restait que 20 000 Lakotas au milieu du XVIIIe siècle. Leur nombre est maintenant de 70 000, dont 20 500 parlent leur langue ancestrale[réf. nécessaire].

### À la suite de l'arrivée des colons

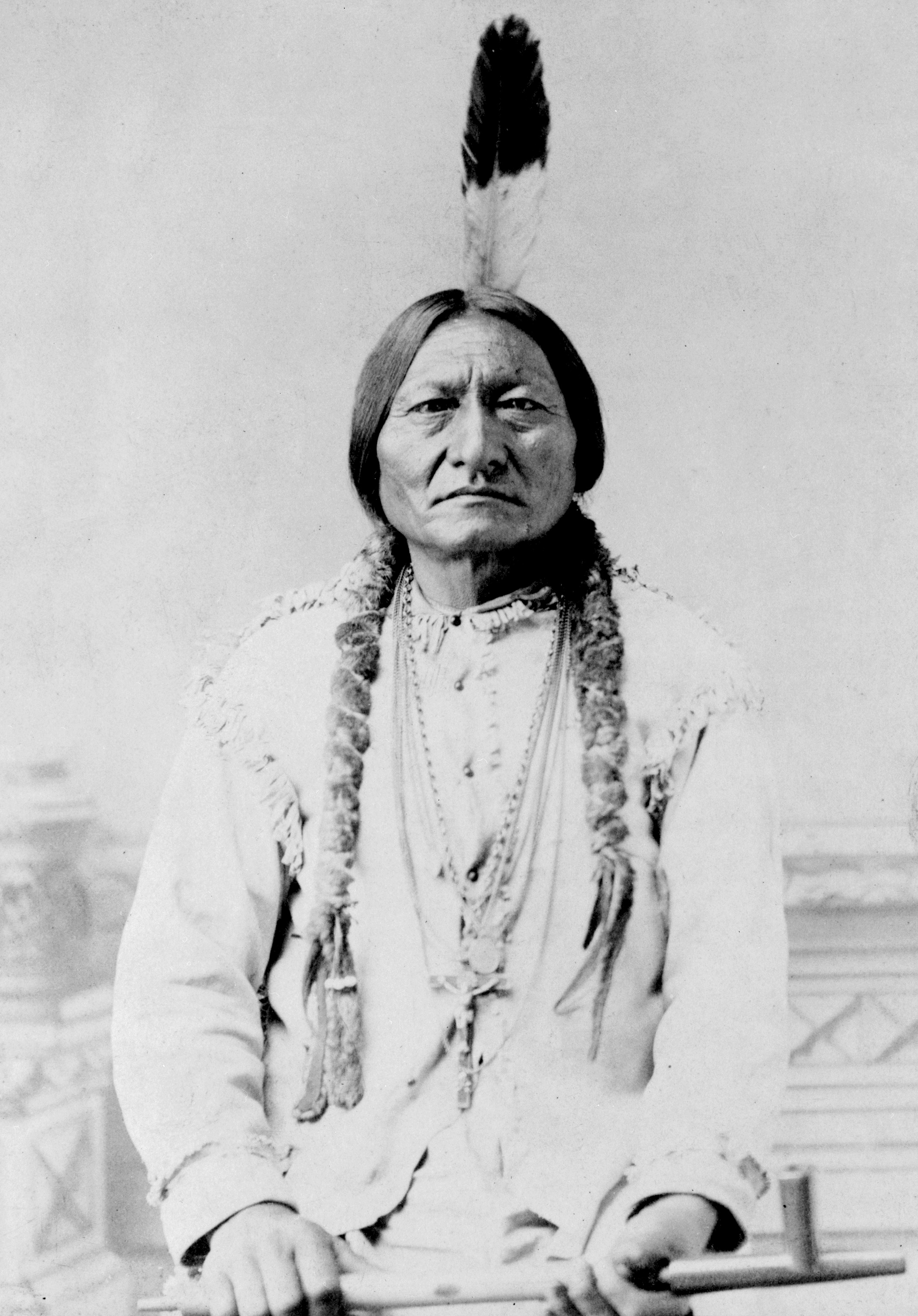
Sitting Bull.

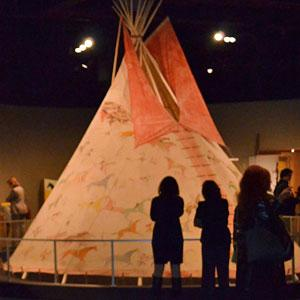
Tipi lakota dans un musée américain.

Les Lakotas ont, comme d'autres peuples autochtones, connu avec l'arrivée des Blancs des épidémies puis des massacres. Plusieurs traités ont été signés au fil du temps entre leur peuple et les colons[réf. nécessaire], mais ces derniers ne les respectèrent pas longtemps, et le territoire attribué aux Lakotas ne cessa de diminuer. À cela s'ajoutait le massacre des bisons qui entraîna des famines.
Aujourd'hui, les Lakotas vivent pour la plupart dans les cinq réserves du sud-ouest du Dakota du Nord et du Dakota du Sud : Rosebud (où vivent les Brûlés), Pine Ridge (où vivent les Oglalas), Lower Brulé (où vivent les Brûlés), Cheyenne River (où vivent plusieurs autres des sept tribus Lakotas, dont les Pieds-noirs et les Hunkpapas), et Standing Rock (également peuplée par plusieurs tribus).
Mais on trouve aussi des Lakotas plus au nord dans la réserve indienne de Fort Peck au Montana, celle de Fort Berthold dans le Nord-Ouest du Dakota du Nord, et dans plusieurs petites réserves de la Saskatchewan et du Manitoba, où leurs ancêtres arrivèrent après la bataille de Little Bighorn. Un grand nombre de Lakotas vivent aussi à Rapid City et autres villes des Black Hills et dans la région de Denver.

## Rituels
Les Lakotas ont sept rituels sacrés donnés selon la légende par la femme Bison Blanc,: 
- Inikagapi ou Inipi : célébrer la vie et prier pour une bonne santé ;
- Hanbleceyapi : rechercher une vision et connaître son avenir ;
- Wanagi Wicagluha : accompagner et purifier un esprit jusqu'à sa libération ;
- Wiwanyang Wacipi :  danse du soleil ;
- Hunkapi : instaurer un lien de parenté ;
- Isnati Awicalowanpi : célébrer la puberté d'une jeune fille dans une loge menstruelle ;
- Tapa Wankayeyapi : jeu du lancer de balle.

## Organisation sociale
Historiquement les Lakotas ont sept « sous-tribus » divisées en communautés et sous-communautés. Ci-dessous une liste de communautés lakotas[réf. nécessaire] :

### Brûlés
1. Isaⁿyati
2. Watchihoutairhe
3. Tcoka
4. Wajaja
5. Minishanan
6. Kiyuksa
7. Watceŭⁿpa
8. Iyak’oza
9. Wam-bi-li´-ne-ca
10. Si-ćá-wi-pi
11. Ciyo Tañka
12. Ho-mna
13. Ciyo Subula
14. Kañ-xi Yuha
15. Pispiza Witcaca
16. Walexa Uⁿ Wohaⁿ
17. Cawala
18. Ihañktoⁿwaⁿ
19. Naqpaqpa
20. Apewaⁿtañka
21. Sitcaⁿ-xwu
22. Kak’exa
23. Hiⁿnaⁿcuⁿ-wapa
24. Cŭñkaha Nap’iⁿ
25. Hi-ha Kaⁿhaⁿhaⁿwiⁿ
26. Hŭñku Wanitca
27. Miniskuya Kitc’ŭⁿ
28. Ti Glabu
29. Wagluqe
30. Wagmeza Yuha
31. Oglala Itc’itcaxa
32. Tiyotcesli
33. Ieska Tciⁿtca
34. Ohe Noⁿpa
35. Okaxa Witcaca
36. Waqna

### Oglalas

Drapeau tribal des Sioux Oglala

1. Oglala
2. She-o (Chihaut)
3. Onkp’hatinas
4. K̄u-Inyan
5. Oyuqe (Oyuhpe)
6. Min-i-shá
7. Pe Cla Ptetcela
8. Payabya
9. Wajaja (Wajaje)
10. Kiyuksa (Kiyaksa)
11. Tapicletca
12. Ite Citca (Itesica)
13. Wagluqe (Wagluhe)
14. Wablenitca
15. Pe Cla
16. Tceq Huha Toⁿ
17. Tacnahetca
18. I Wayusota
19. Wakaⁿ
20. Iglaka Teqila
21. Ite Citca Etaⁿhaⁿ
22. Zuzetca Kiyaksa
23. Watceoⁿpe
24. Watcape
25. Tiyotcesli
26. Ieska Tciⁿtca

### Sans Arcs
1. Ta-shunk´-e-o-ta
2. Itaziptco Qtca (Mini-ca-la)
3. Cina Luta Oiⁿ
4. Woluta Yuta
5. Maz Pegnaka
6. Tatañka Tcesli
7. Cikcitcela
8. Tiyopa Otcaⁿnŭⁿpa

### Hunkpapas
1. Hunk´-pa-pa
2. Talo Nap’iⁿ
3. Tcegnake Okisela
4. Tce Oqba
5. Tcañka Oqaⁿ
6. Tinazipe Citca
7. Kiglacka
8. Cikcitcela
9. Wakaⁿ
10. Hŭⁿska Tcaⁿtojuha

### Miniconjous
1. Min-i-kaŋ́-źu
2. Tar-co-eh-parh (Tacohiropapais)
3. Wakpokiⁿyaⁿ
4. Iⁿyaⁿ-ha Oiⁿ
5. Wagleza Oiⁿ
6. Cŭñka Yute Cni
7. Uñktce Yuta
8. Glagla hetca
9. Cikcitcela

### Pieds-Noirs

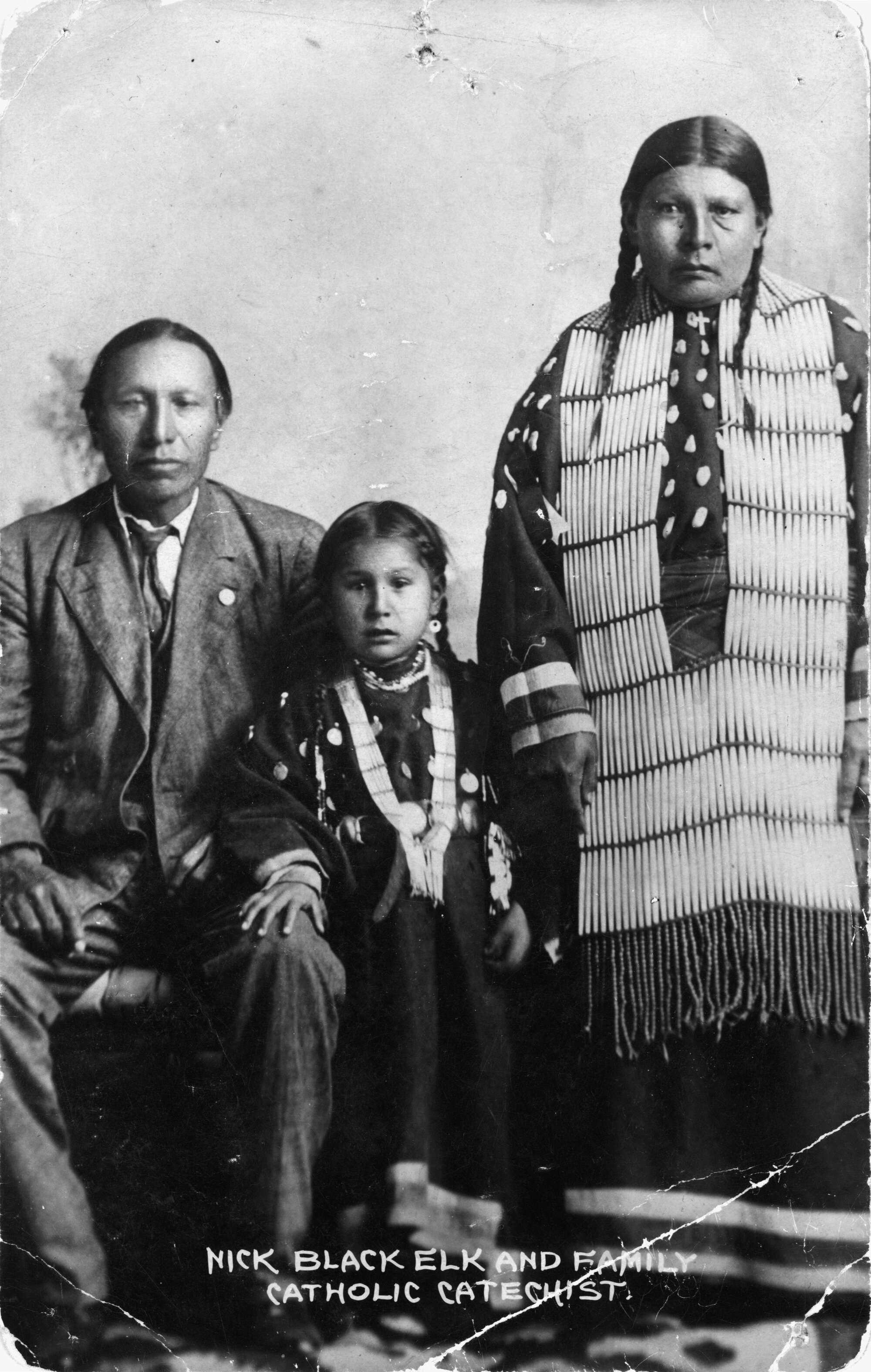
Black Elk

1. Siha Sapa Qtca
2. Ći-hú-pa
3. Pa-á-bi-a
4. Kaⁿxi Cŭⁿ Pegnaka
5. Glagla Hetca
6. Wajaje
7. Hohe
8. Wamnuxa Oiⁿ
9. Ti Zaptaⁿ

### Two Kettles
1. Wah-nee-wack-ata-o-ne-lar (Waniwacteonilla)
2. Oohe Noⁿpa
3. Ma Waqota

## Réserves

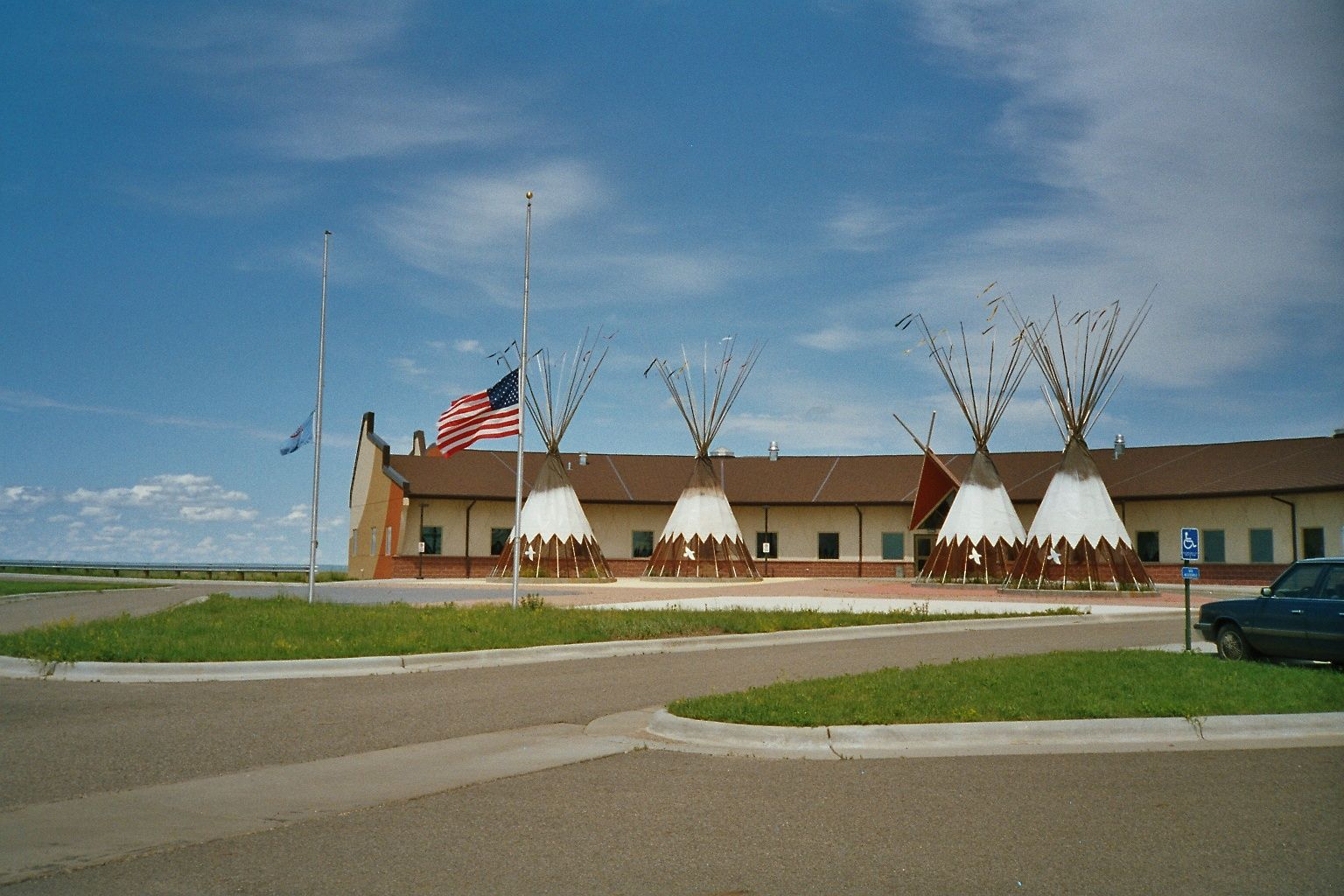
Réserve des Brûlés

Aujourd'hui environ la moitié des Sioux recensés vivent en dehors des réserves indiennes. Les réserves Lakota reconnues par le gouvernement fédéral sont les suivantes :
- Oglalas (réserve indienne de Pine Ridge)
- Brûlés (réserve indienne de Rosebud)
- Hunkpapas (réserve indienne de Standing Rock)
- Miniconjous (réserve indienne de Cheyenne River)
- Sans-Arcs (réserve indienne de Cheyenne River)
- Two Kettles (réserve indienne de Cheyenne River)

## Dans la culture populaire

### Littérature
- Les Lakotas sont au cœur du roman Collines noires (Black Hills) de l'écrivain américain Dan Simmons et paru en 2010 ; le personnage principal est un Indien lakota dont le père adoptif, cousin de Black Elk, est marié avec la cousine de Crazy Horse. Lors de sa jeunesse, il côtoie Crazy Horse, Sitting Bull et Red Cloud.
- Sam, le personnage principal du roman Les Nuits de San Francisco de Caryl Férey, est un Indien lakota ayant vécu toute sa jeunesse à Wounded Knee.
- Dans la bande dessinée Hoka Hey! de Romain Maufront, alias Neyef parue en 2022, Georges, le personnage principal, est un jeune Lakota en quête d'identité.
- Diane Wilson, écrivaine de la tribu sioux Mdewakanton (peuple Dakhóta) publie un premier roman en 2021, traduit en français en 2024 sous le nom Les Semeuses. Elle raconte de manière sensible et poétique la tragédie du peuple Dakhóta. Elle restitue la mémoire du peuple décimé et le courage des femmes qui ont su préserver des graines et leur transmission sur plusieurs générations.
- Dans la bande dessinée de Derib, Red Road (bande dessinée) une partie de l'histoire se passe dans la réserve de Pine Ridge.

### Jeu vidéo
Les Lakotas sont aussi présents dans plusieurs missions du jeu vidéo Red Dead Redemption II. Ces missions parlent de leurs conflits de territoires avec l'armée américaine.

### Cinéma
- Dans le film d'animation Spirit, l'étalon des plaines, l'Indien nommé Petit Nuage qui recueille le cheval et le ramène auprès des siens fait partie des Lakotas.
- Les Lakotas ont récemment été à l'affiche du film War Pony, qui fût récompensé de la Caméra d'or 2022 au Festival de Cannes